# Klymentiy Sheptytskyi
Klymentiy Sheptytskyi, M.S.U. (17 de novembro de 1869 - 1 de maio de 1951) foi um arquimandrita da Igreja Greco-Católica Ucraniana. Por ajudar a salvar judeus durante a Segunda Guerra Mundial, foi reconhecido como um Justo entre as Nações em 1995. Morto enquanto era prisioneiro da NKVD, foi reconhecido como mártir pela Igreja Católica e beatificado pelo Papa João Paulo II em 2001.

## Biografia
Nascido Kazimir Marija Sheptytskyi, em uma das famílias aristocráticas mais antigas da Galícia, na propriedade da família Sheptytskyi na aldeia de Prylbychi, região de Lviv; um dos sete filhos do conde Jan Kantius Regiliy Sheptytskyi e de sua esposa Zofia (da família polonesa Fredry). Estudou direito em Munique e Paris e recebeu um doutorado na Universidade de Cracóvia em 1892, além de formação no Instituto Florestal; trabalhou como advogado e ajudou seu pai a administrar assuntos familiares e propriedades. Foi embaixador na Dieta Galega, membro do parlamento austríaco em Viena, vice-presidente da Sociedade Econômica Galega e na Sociedade Florestal Galega que presidiu de 1908 a 1911.
Kazimir abandonou inesperadamente a carreira política em 1907 e em 1911 juntou-se ao mosteiro beneditino de Boiron; no ano seguinte, se transferiu para o mosteiro greco-católico dos Estuditas. Completou seus estudos teológicos em Innsbruck. Seu irmão mais velho foi o metropolita Andrey Sheptytskyi, OSBM, primaz da Igreja Greco-Católica.
Adotou o nome de Klymentiy (Clemente), em memória de São Clemente I, quarto papa da Igreja Católica. Professou nos Monges Estuditas Ucranianos (M.S.U.) em 8 de dezembro de 1913 e foi ordenado ao sacerdócio em 28 de agosto de 1915, por Dionýz Njaradi, bispo auxiliar de Križevci. Fez seus votos solenes em 22 de dezembro de 1917. De 1919 a novembro de 1944, ele foi o hegúmeno do mosteiro Estudita em Univ; em 17 de setembro de 1939 foi nomeado secretamente pelo Metropolita como Exarca Apostólico da Rússia e confirmado pelo Papa Pio XII em 22 de novembro de 1941; em novembro de 1944, após a morte do irmão, se tornou o arquimandrita do mosteiro Estudita.
Diante da perseguição aos judeus na ocupação nazista, o metropolita Sheptytsky, que mantinha um relacionamento amigável com os judeus da região, recorreu aos Estuditas em busca de ajuda para salvar o maior número possível de pessoas, especialmente crianças judias. Em agosto de 1942, Klymentiy acolheu Kurt Lewin em sua casa depois que o pai - um rabino proemiente em Lwów - e a mãe de Lewin foram assassinados. Sheptytskyi obteve uma certidão de batismo para Lewin, bem como documentos de identidade; depois o enviou para um mosteiro. Até a libertação da Ucrânia ocidental no verão de 1944, Lewin estudou em vários mosteiros. Durante todo esse tempo, Sheptytskyi manteve contato com ele e garantiu que sua verdadeira identidade permanecesse em segredo. Durante a guerra, outros judeus também encontraram abrigo nos mosteiros afiliados à Igreja Greco-Católica. Vários judeus foram dispersos entre os mosteiros no oeste da Ucrânia pelo padre Marko Stek, sob as ordens de Sheptytskyi. Após a guerra, em novembro de 1945, Kurt Lewin ajudou Stek a fugir para o oeste, e ele eventualmente se estabeleceu no Canadá. Adam Daniel Rotfeld, futuro ministro polonês, também foi um dos salvos graças a Klymentiy.
Temendo o retorno da repressão, no final de 1944, apesar da morte do metropolita Andrey, uma delegação liderada por seu irmão Klymentiy chegou à capital soviética. Os padres reuniram-se com o chefe do Conselho para os Cultos Religiosos do Comitê Popular, que garantiu que nenhuma repressão ou opressão seria realizada contra a igreja. Klymentiy ainda se reuniu com representantes do NKVD, onde oficiais do serviço especial soviético propuseram que a Igreja atuasse como mediadora nas negociações entre as autoridades e a resistência nacionalista. O encontro entre representantes da clandestinidade e da igreja ocorreu no final de janeiro de 1945; os rebeldes da Organização dos Nacionalistas Ucranianos recusaram-se a negociar com as autoridades soviéticas, não acreditando nas suas garantias sobre o fim da repressão. Logo, a repressão alcançou não apenas os rebeldes, mas também a Igreja Greco-Católica Ucraniana.

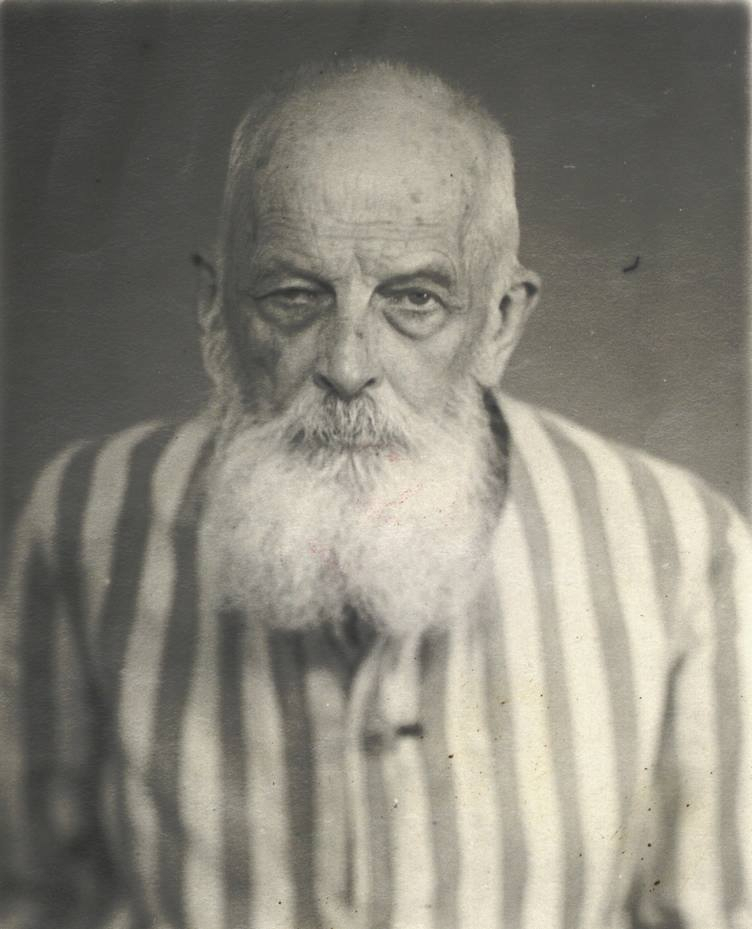
Klymentij Sheptytskyj, julgamento preliminar em Lviv em 1947

Em 11 de abril de 1945, todos os bispos foram presos, enquanto outros padres começaram a se inclinar a “unificar-se” com a Igreja Ortodoxa Russa. Klymentiy Sheptytskyi, que depois destas prisões chefiou essencialmente a igreja, apelou a não-submissão. Ele retornou ao mosteiro Univ, cujo abade foi preso em setembro de 1945. O ataque das autoridades soviéticas aos greco-católicos culminou num pseudo-concílio em março de 1946, que anunciou a fusão com a Igreja Ortodoxa Russa. Klymentiy foi um dos padres greco-católicos que resistiu às ordens das autoridades e foi preso em 1947, em Lviv; as principais acusações contra o padre foram atividades anti-soviéticas e cooperação com a OUN. Mesmo transferido para Kiev, Sheptytskyi resistiu aos interrogatórios e rejeitou quaisquer acusações de cooperação com a resistência.
Depoimentos de outros padres e monges afirmaram as diversas cooperações dos membros da Igreja Greco-Católica com a OUN, incluindo abrigo e assistência médica. Padre Klymenty não negou estas "acusações", mas chamou-as não de política, mas de dever cristão. Ao mesmo tempo, não mencionou nomes de padres vivos ou clandestinos desconhecidos dos investigadores, apenas confirmou as informações por eles obtidas sob interrogatórios. Ao longo da investigação, foi forçado a admitir que o principal objetivo das suas tentativas de contactar a liderança clandestina era aproveitar as oportunidades da OUN para transmitir ao Vaticano informações sobre a destruição da Igreja Greco-Católica pelo regime soviético.
No começo de 1948, a investigação foi concluída e seu veredito foi culpado por traição; Arquimandrita Klymentiy foi condenado a Prisão Central de Vladimir. Velho e enfermo, faleceu na prisão em 1º de maio de 1951; foi enterrado entre outros prisioneiros em algum lugar do cemitério da prisão de Vladimir - seu túmulo é desconhecido.

## Reconhecimento póstumo e processo de canonização
Em 14 de fevereiro de 1995, o Yad Vashem reconheceu Kliment Sheptytskyi e Marko Stek como Justos entre as Nações. Apesar do papel do Metropolita Sheptytskyi no apoio e salvamento de judeus do Holocausto, o Yad Vashem tem recusado seu reconhecimento oficial.
Em 24 de abril de 2001, o Papa João Paulo II decretou oficialmente o martírio de Klymentiy Sheptytskyi, reconhecendo sua vida e morte exemplares. No mesmo ano, em 27 de junho, foi beatificado durante a visita do papa a Ucrânia, com vários outros membros da Igreja Greco-Católica Ucraniana. As festas do Beato Klymentiy Sheptytskyi são celebradas em 1º de maio, dia de sua morte, e em 27 de junho, ao lado de outros mártires mortos sob regimes comunistas na Europa Oriental.
Em novembro de 2008, foi condecorado com a Cruz de Comandante da Ordem da Polônia Restituta pelo presidente polonês, Lech Kaczyński, por salvar judeus do extermínio durante a Segunda Guerra Mundial.
Seu irmão, o Metropolita Andrey, foi declarado Venerável pelo Papa Francisco em 2015. Os irmãos são reconhecidos por seu papel importante na formação da identidade política ucraniana.